# Crepidium josephianum
Crepidium josephianum là một loài thực vật có hoa trong họ Lan. Loài này được (Rchb.f.) Marg. mô tả khoa học đầu tiên năm 2002.

## Hình ảnh

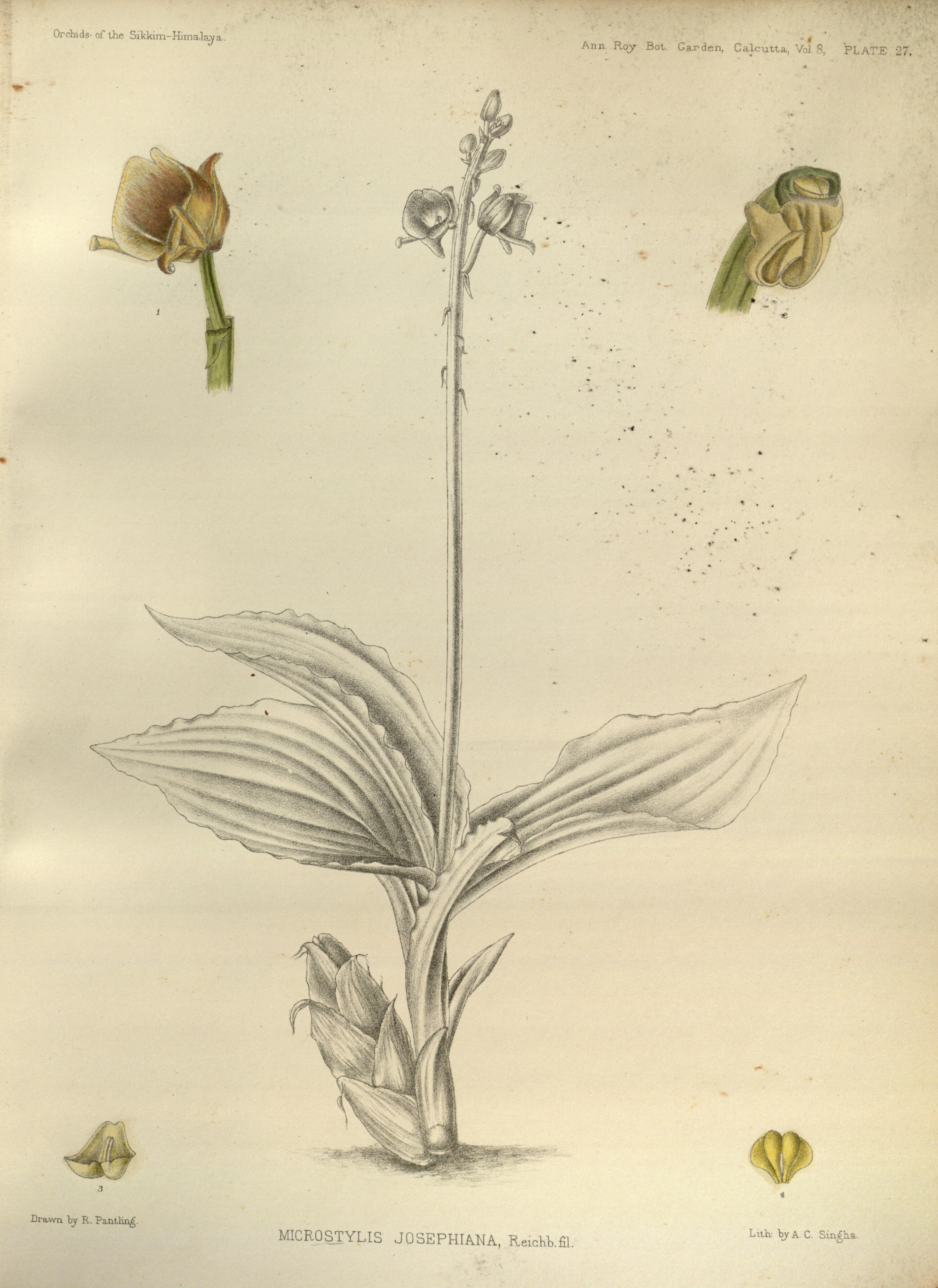